# No. 1 in Heaven
Albums de Sparks
Introducing Sparks
(1977) Terminal Jive
(1980)
Singles
1. La Dolce Vita
Sortie : février 1979
2. The Number One Song in Heaven (en)
Sortie : mars 1979
3. Tryouts for the Human Race
Sortie : mai 1979
4. Beat the Clock (en)
Sortie : juillet 1979

No. 1 in Heaven est le huitième album du groupe américain de rock Sparks. Il est sorti en 1979 sur les labels Elektra Records aux États-Unis et Virgin Records au Royaume-Uni.

## Histoire
Après les ventes décevantes de leurs deux précédents albums, Ron et Russell Mael opèrent un virage à 180 degrés en travaillant avec le compositeur et producteur italien Giorgio Moroder, dont le travail sur I Feel Love, de Donna Summer impressionne les frères.
Le disque permet d'explorer pour le groupe de nouveaux sons, plus synthpop et disco que rock dans leurs précédents albums et d'obtenir un regain d'intérêt pour le public.
Quatre singles sont extraits de l'album. Deux d'entre eux, The Number One Song in Heaven (en) et Beat the Clock (en), se classent dans le Top 20 des ventes au Royaume-Uni (14e et 10e respectivement), ce qu'aucune chanson de Sparks n'a réussi à faire depuis 1975.

## Fiche technique

### Chansons
Toutes les chansons sont écrites et composées par Ron Mael, Russell Mael et Giorgio Moroder, sauf mention contraire.
| 1. | Tryouts for the Human Race |          | 6:05 |
| 2. | Academy Award Performance  | Ron Mael | 5:00 |
| 3. | La Dolce Vita              |          | 5:56 |

| 4. | Beat the Clock (en)                | Ron Mael, Russell Mael | 4:23 |
| 5. | My Other Voice                     |                        | 4:54 |
| 6. | The Number One Song in Heaven (en) |                        | 7:26 |

### Musiciens
- Russell Mael : chant
- Ron Mael : claviers
- Keith Forsey : batterie
- Giorgio Moroder : synthétiseur, vocodeur
- Dan Wyman : programmation des synthétiseurs
- Chris Bennett, Dennis Young, Jack Moran : chœurs

### Équipe de production
- Giorgio Moroder : producteur
- Jürgen Koppers : ingénieur du son
- Steven Bartel : design
- Moshe Brakha : photographie

### Classements et certifications
| Pays (classement)             | Meilleure position |
| ----------------------------- | ------------------ |
| Royaume-Uni (UK Albums Chart) | 73                 |
| Suède (Sverigetopplistan)     | 43                 |